# Stuck with U
Stuck with U ist ein Lied der US-amerikanischen Sängerin Ariana Grande zusammen mit dem kanadischen Sänger Justin Bieber.

## Hintergrund
Stuck with U wurde von Grande, Bieber, Whitney Phillips, Nick Kobe, Skyler Stonestreet, Scooter Braun und den ebenfalls als Musikproduzenten beteiligten Autoren Gian Stone und Freddy Wexler geschrieben.
Die Einnahmen des Liedes wurden an von der COVID-19-Pandemie betroffene Kinder gespendet um diese dadurch zu unterstützen.

## Kommerzieller Erfolg

### Chartplatzierungen
An demselben Tag, als Stuck with U veröffentlicht wurde, veröffentlichte auch der aufgrund der COVID-19-Pandemie aus der Haft entlassene Rapper 6ix9ine die Single Gooba. Stuck with U und Gooba debütierten auf Platz eins und Platz drei der Billboard Hot 100. 6ix9ine warf daraufhin Billboard Chartmanipulation und Grande und Bieber den Kauf der Nummer-eins-Platzierung vor. In einem Instagram-Video behauptete er, dass Grande und Bieber mit sechs Kreditkarten 30.000 Kopien von Stuck with U gekauft hätten, um die Nummer-eins-Platzierung zu erhalten. Er gab dafür keine Beweise an. Bieber und Grande wiesen die Anschuldigungen zurück. Scooter Braun, der Manager von Grande und Bieber erklärte später, dass die von 6ix9ine angegebenen Streams sich auf die internationalen erzielten Streams beziehen, obwohl die Hot 100 nur die Verkäufe aus den USA mit einberechnen. Weiter schrieb er, dass es unmöglich sei, mit sechs Kreditkarten 30.000 Einheiten zu kaufen, da die Regeln klar maximal vier Verkäufe pro Kreditkarte zulassen. Billboard dementierte in einem Statement 6ix9ines Aussagen und erklärte, wie die Platzierungen der Hot 100 zustande gekommen sind.
| ChartsChartplatzierungen       | Höchstplatzierung | Wochen |
| ------------------------------ | ----------------- | ------ |
| Deutschland (GfK)              | 19 (6 Wo.)        | 6      |
| Kanada (MC)                    | 1 (20 Wo.)        | 20     |
| Österreich (Ö3)                | 8 (4 Wo.)         | 4      |
| Schweiz (IFPI)                 | 7 (12 Wo.)        | 12     |
| Vereinigte Staaten (Billboard) | 1 (18 Wo.)        | 18     |
| Vereinigtes Königreich (OCC)   | 4 (16 Wo.)        | 16     |

| ChartsJahrescharts (2020)      | Platzierung |
| ------------------------------ | ----------- |
| Kanada (MC)                    | 66          |
| Vereinigte Staaten (Billboard) | 80          |
| Vereinigtes Königreich (OCC)   | 100         |

### Auszeichnungen für Musikverkäufe
| Land/Region                  | Auszeichnungen für Musikverkäufe (Land/Region, Auszeichnung, Verkäufe) | Verkäufe  |
| ---------------------------- | ---------------------------------------------------------------------- | --------- |
| Australien (ARIA)            | 4× Platin                                                              | 280.000   |
| Belgien (BRMA)               | Gold                                                                   | 20.000    |
| Brasilien (PMB)              | 2× Diamant                                                             | 320.000   |
| Dänemark (IFPI)              | Platin                                                                 | 90.000    |
| Frankreich (SNEP)            | Gold                                                                   | 100.000   |
| Italien (FIMI)               | Gold                                                                   | 35.000    |
| Kanada (MC)                  | 4× Platin                                                              | 320.000   |
| Malaysia (RIM)               | Gold                                                                   | 100.000   |
| Neuseeland (RMNZ)            | 4× Platin                                                              | 120.000   |
| Norwegen (IFPI)              | Platin                                                                 | 60.000    |
| Österreich (IFPI)            | Gold                                                                   | 15.000    |
| Polen (ZPAV)                 | Platin                                                                 | 50.000    |
| Portugal (AFP)               | Platin                                                                 | 10.000    |
| Schweden (IFPI)              | Platin                                                                 | 80.000    |
| Spanien (Promusicae)         | Platin                                                                 | 60.000    |
| Vereinigte Staaten (RIAA)    | 2× Platin                                                              | 2.000.000 |
| Vereinigtes Königreich (BPI) | Platin                                                                 | 600.000   |
| Insgesamt                    | 5× Gold · 21× Platin · 2× Diamant ·                                    | 4.260.000 |

Hauptartikel: Ariana Grande/Auszeichnungen für Musikverkäufe

### Auszeichnungen für Musikstreaming
| Land/Region  | Auszeichnungen für Musikverkäufe (Land/Region, Auszeichnung, Verkäufe) | Verkäufe   |
| ------------ | ---------------------------------------------------------------------- | ---------- |
| Japan (RIAJ) | Gold                                                                   | 50.000.000 |
| Insgesamt    | 1× Gold ·                                                              | 50.000.000 |

Hauptartikel: Ariana Grande/Auszeichnungen für Musikverkäufe